# Quédate conmigo esta noche
Quédate conmigo esta noche (spanisch für Bleib’ heute Nacht bei mir) ist ein Lied des mexikanischen Singer-Songwriters Juan Gabriel, das erstmals in der Version der spanischen Sängerin Rocío Dúrcal veröffentlicht wurde. Es erschien 1986 sowohl auf ihrer gleichnamigen Single als auch auf ihrem Album Siempre. Das Lied erreichte 1987 den vierten Platz der Billboard Latin Charts.

## Inhalt
In dem Lied bittet der Protagonist eine von ihm verehrte Person, die Nacht mit ihm zu verbringen: Quédate conmigo esta noche. Te invito una copa. Te cantaré canciones que dicen cosas bellas. (deutsch Bleib’ heute Nacht bei mir. Ich lade dich zu einem Drink ein. Ich werde dir Lieder singen, die von schönen Dingen erzählen.). Im weiteren Verlauf schlägt der Protagonist vor, die Sterne zu zählen und berichtet vom Glück, das mit ihnen verbunden ist: Ves áquel lucero que brilla en el cielo? Es el que concede los tres deseos. Ayer yo le pedí que esta noche vinieras. (Siehst du diesen Stern, der am Himmel leuchtet? Er ist es, der die drei Wünsche gewährt. Gestern habe ich ihn gebeten, dass du heute Abend vorbeikommst.)

## Coverversionen
Juan Gabriel sang das Lied bei einigen seiner Konzerte und präsentierte es gelegentlich im Rahmen eines Medleys mit No me vuelvo a enamorar und Tenías que ser tan cruel. Ferner wurde das Lied von zahlreichen Künstlern gecovert, wozu unter anderem Chuy Vega, Lucero, die Grupo Firme und die Hijos de Barrón gehören. Ferner wurde das Lied in die Telenovela La hija del mariachi aufgenommen.